# Flogny-la-Chapelle (tổng)
Tổng Flogny-la-Chapelle là một tổng của Tỉnh của Yonne.

## Phân chia hành chính
Tổng Flogny-la-Chapelle bao gồm các xã:
- Bernouil;
- Beugnon;
- Butteaux;
- Carisey;
- Dyé;
- Flogny-la-Chapelle;
- Lasson;
- Neuvy-Sautour;
- Percey;
- Roffey;
- Sormery;
- Soumaintrain;
- Tronchoy;
- Villiers-Vineux.